# Ancash megye
Ancash vagy Áncash megye Peru egyik megyéje, az ország középső–nyugati részén található. Székhelye Huaraz.

## Földrajz
Ancash megye Peru középső–nyugati részén helyezkedik el. Domborzata igen változatos, hiszen a megyének tengerparti részei éppúgy vannak, mint rendkívül magas hegyvidékei: itt található az ország legmagasabb pontját jelentő, 6768 méteres Huascarán csúcs is. A hegyvidékek a terület 72%-át teszik ki. Partjai mentén 16 kisebb sziget található, amelyek összterülete 12,2 km²; közülük a legnagyobb a 4 km²-es Isla Blanca. A megye északon La Libertad, keleten Huánuco, délen Lima megyével, nyugaton pedig a Csendes-óceánnal határos.

### Tartományai
A megye 20 tartományra van osztva:
- Aija
- Antonio Raymondi
- Asunción
- Bolognesi
- Carhuaz
- Carlos Fermín Fitzcarrald
- Casma
- Corongo
- Huaraz
- Huari
- Huarmey
- Huaylas
- Mariscal Luzuriaga
- Ocros
- Pallasca
- Pomabamba
- Recuay
- Santa
- Sihuas
- Yungay

## Népesség
A megye népessége a közelmúltban folyamatosan növekedett:
| Év   | Lakosság  |
| ---- | --------- |
| 1940 | 428 467   |
| 1961 | 586 214   |
| 1972 | 732 092   |
| 1981 | 826 399   |
| 1993 | 955 023   |
| 2007 | 1 063 459 |

## Képek

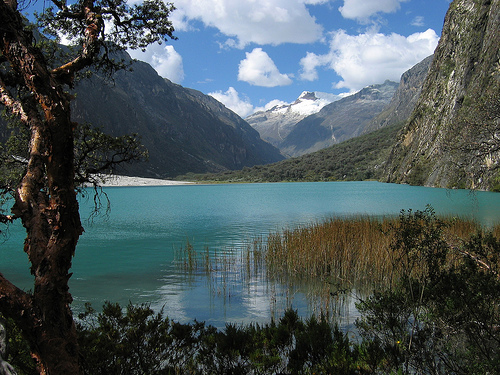
Tájkép
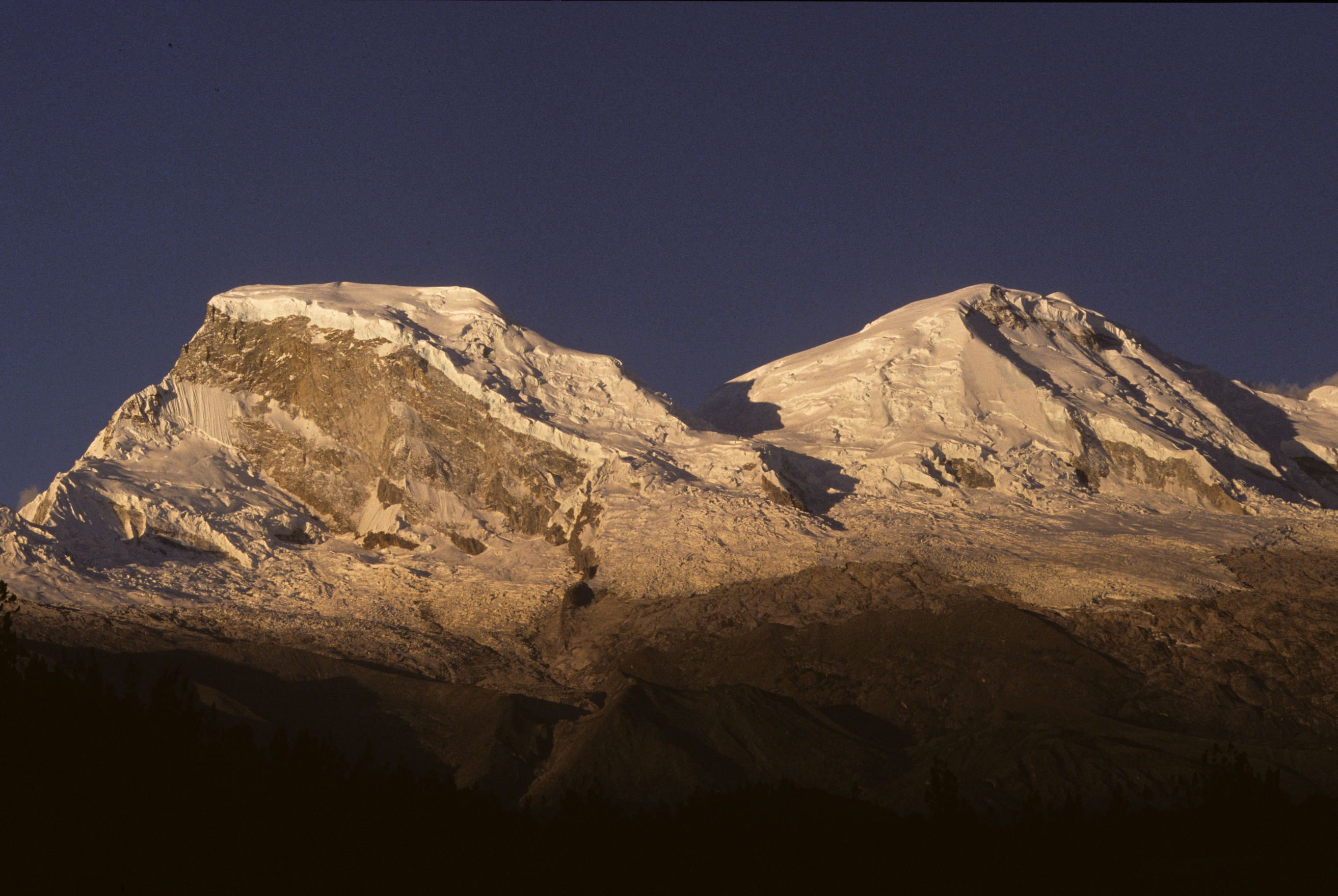
A Huascarán
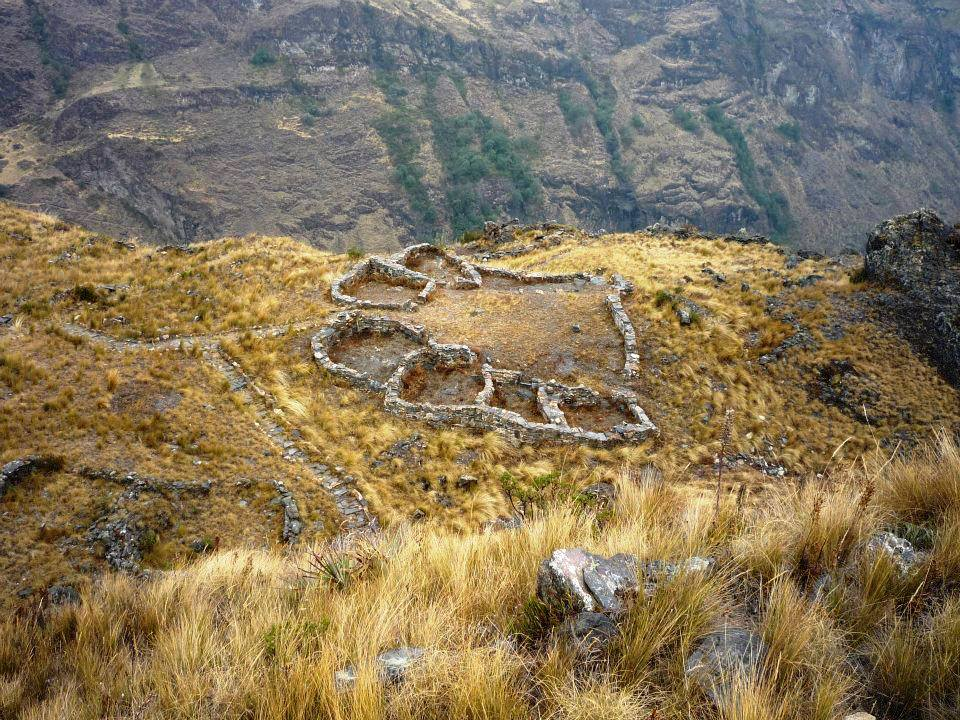
A Huajramarca régészeti lelőhely
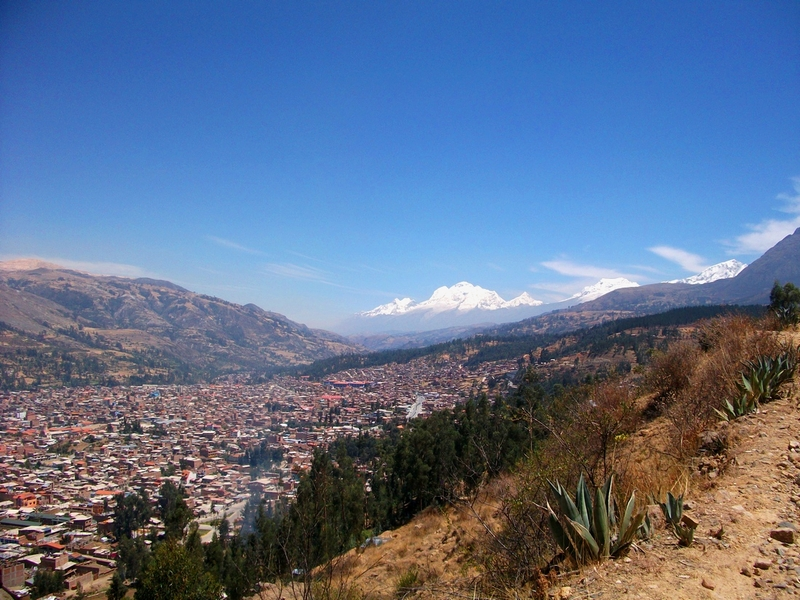
Huaraz egy részének látképe